# (474088) 2016 KB2
(474088) 2016 KB2 es un asteroide perteneciente al cinturón de asteroides, descubierto el 3 de julio de 2008 por el equipo del Siding Spring Survey desde el Observatorio de Siding Spring, Nueva Gales del Sur, Australia.

## Designación y nombre
Designado provisionalmente como 2016 KB2.

## Características orbitales
2016 KB2 está situado a una distancia media del Sol de 2,609 ua, pudiendo alejarse hasta 2,762 ua y acercarse hasta 2,455 ua. Su excentricidad es 0,058 y la inclinación orbital 12,74 grados. Emplea 1539 días en completar una órbita alrededor del Sol.

## Características físicas
La magnitud absoluta de 2016 KB2 es 16,518.